# Каратал (Єсільський район)
Карата́л (каз. Қаратал) — село у складі Єсільського району Північноказахстанської області Казахстану. Входить до складу Ніколаєвського сільського округу.
До 16 серпня 1971 року село називалось Марзагул.
Населення — 76 осіб (2021; 138 у 2009, 200 у 1999, 176 у 1989).
Національний склад станом на 1989 рік:
- казахи — 100 %.